# Meister der Kress-Landschaften
Als Meister der Kress-Landschaften (engl. Master of the Kress Landscapes) wurde bis zu seiner Identifizierung ein namentlich nicht bekannter Maler der Renaissance bezeichnet.
Kunsthistoriker kannten zuerst nur eine Reihe von Bildern aus seiner Schaffensperiode um 1515 oder 1520. Dem Künstler wurde sein Notname nach drei seiner Landschaftsbilder gegeben, die 1939 in einer Schenkung von Samuel H. Kress an die National Gallery of Art in Washington enthalten waren. Er konnte dann aber als Giovanni Larciani identifiziert werden und die um diese Bilder gruppierten Werke diesem italienischen Meister aus Florenz namentlich zugeordnet werden. Die Identifizierung beruht auf einem Vertrag von 1521, den man zu einem dem Meister der Kress-Landschaften zugeschriebenen Altarbild in Fucecchio finden konnte und in dem der Name Larcianis enthalten war.

## Werk

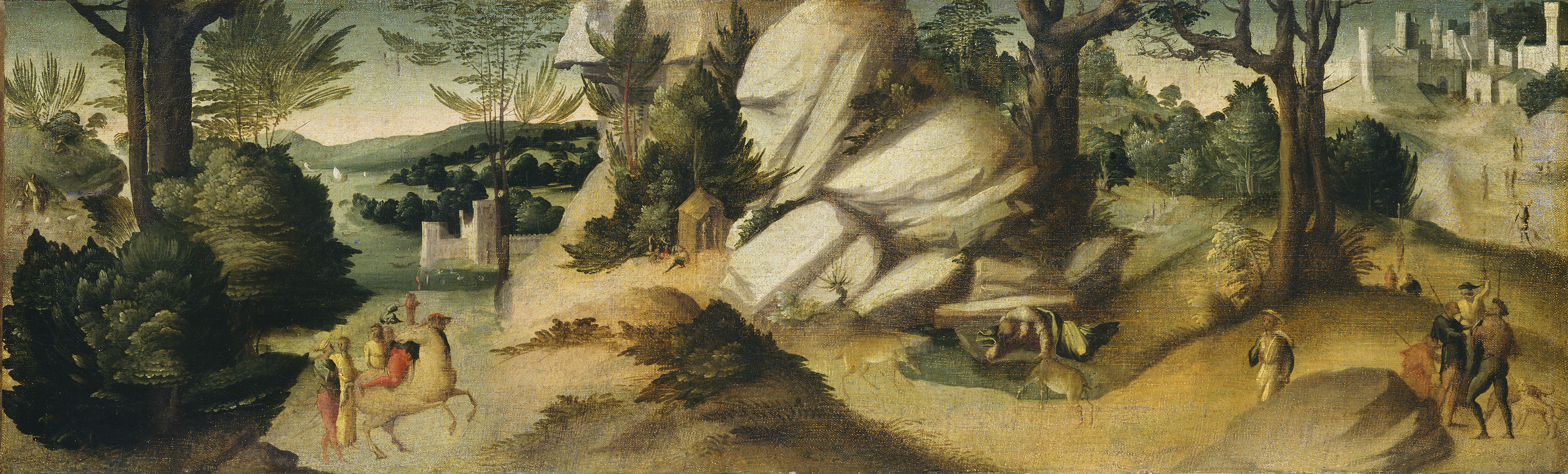
Giovanni Larciani (ehemals Meister der Kress-Landschaften): Szenen einer Legende. ca. 1515/1520, Washington, National Gallery of Art

Ursprünglich wurden die folgenden drei Landschaftsbilder in der National Gallery of Art in Washington und weiter ein Altarbild und einige verwandte Werke im Museo Civico in Fucecchio unter dem Namen Meister der Kress-Landschaften geführt:
- Szenen einer Legende (1), ca. 1515/1520, Washington, National Gallery of Art Inv. Nr.1939.1.344.a
- Szenen einer Legende (2), ca. 1515/1520, Washington, National Gallery of Art Inv. Nr.1939.1.344.b
- Szenen einer Legende (3), ca. 1515/1520, Washington, National Gallery of Art Inv. Nr.1939.1.344.c
- Altarbild der Heilige Familie mit (vier) Heiligen, 1523, Museo Civico, Fucecchio
- Altarbild Geburt Christi, 1521–1523, Museo Civico, Fucecchio

Diese Werke werden heute nun unter dem Namen Giovanni Larciani (ehemals Meister der Kress-Landschaften) ausgestellt. Des Weiteren werden von Zeit zu Zeit weitere Werke bislang anonymer Zuordnung unter diesem Namen zugeordnet, so z. B.:
- Heilige Jungfrau mit Christuskind vom Johanneskind angebetet (Karton)[5], Galerie Hans, Hamburg
- Heilige Familie mit Johannes (Öl-Bild), Galleria Borghese, Rom